# Васянин, Григорий Фёдорович
Григорий Фёдорович Васянин (1896, Приволье, Симбирская губерния — 21 апреля 1973, Кузоватово, Ульяновская область) — красноармеец Рабоче-крестьянской Красной Армии, участник Великой Отечественной войны, Герой Советского Союза (1945).

## Биография
Григорий Васянин родился в 1896 году в селе Приволье в крестьянской семье. Получил неполное среднее образование. Принимал участие в Гражданской войне, после окончания которой работал в колхозе. В апреле 1942 года Васянин был призван на службу в Рабоче-крестьянскую Красную Армию и направлен на фронт Великой Отечественной войны. Был сапёром 337-го отдельного сапёрного батальона 203-й стрелковой дивизии 53-й армии 2-го Украинского фронта. Отличился во время освобождения Венгрии.
В ночь с 5 на 6 ноября 1944 года в составе передовой десантной группы Васянин, несмотря на массированный вражеский огонь, форсировал реку Тиса в районе населённого пункта Шаруд в 12 километрах к юго-западу от города Тисафюред и повёл её в атаку на вражескую траншею. В результате короткой рукопашной схватки траншея была успешно захвачена. В ходе высадки второй десантной группы Васянин возглавил расчёт, который под вражеским огнём наводил паромную переправу, а затем в течение трёх суток обеспечивал доставку ведущим бои на правом берегу реки частям боеприпасов.
Указом Президиума Верховного Совета СССР от 24 марта 1945 года красноармеец Григорий Васянин был удостоен высокого звания Героя Советского Союза с вручением ордена Ленина и медали «Золотая Звезда».
После окончания войны Васянин был демобилизован. Проживал и работал в Кузоватово. Скончался 21 апреля 1973 года, похоронен в Кузоватово.
Был также награждён орденом Красной Звезды и рядом медалей.